# Félix Sánchez (Leichtathlet)
Félix Sánchez (* 30. August 1977 in New York City, New York) ist ein ehemaliger dominikanischer Hürdenläufer.
Der Sohn von Einwanderern aus der Dominikanischen Republik in die USA begann zunächst als Jugendlicher mit Baseball, kam jedoch nach einer Verletzung zur Leichtathletik. Erst seit 1999 startet er für die Dominikanische Republik über 400 Meter Hürden, da er für sich keine Chance sah, in das US-amerikanische Team zu kommen. So konnte er an den Olympischen Spielen 2000 in Sydney teilnehmen, jedoch kam er nicht über das Halbfinale bei den 400 Meter Hürden hinaus.
Erst in der nacholympischen Saison ging sein Stern als einer der weltbesten Hürdenläufer auf. Bei den Weltmeisterschaften 2001 in Edmonton gewann der Psychologiestudent seine erste Goldmedaille. Seine persönliche Bestleistung erzielte er beim Titelgewinn bei den Weltmeisterschaften 2003 in Paris/Saint-Denis mit 47,25 s, eine der besten Zeiten, die je gelaufen wurden.
Niederlagen erlebte Sánchez nur noch auf der 400-Meter-Flachstrecke, über die Hürden blieb er für Jahre ungeschlagen, und so war die olympische Goldmedaille bei den Olympischen Spielen 2004 in Athen fest eingeplant. Niemand konnte ihn ernsthaft gefährden, und so wurde er souverän Olympiasieger. Seine Überlegenheit gegenüber der Konkurrenz war vergleichbar mit dem großen US-amerikanischen Hürdenläufer der 1970er und 1980er Jahre Edwin Moses.
Ab dem Gewinn des ersten Weltmeistertitels trug er ein batteriebetriebenes rotes Armband, das während des Rennens blinkte. Unmittelbar vor dem Start schaltete Sánchez jeweils das Blinken ein. Mit dem Armband gewann er zwischen 2001 und 2004 43 Läufe in Serien, zuletzt das olympische Rennen in Athen. Er entschied sich anschließend, nun ohne Armband zu laufen, und verlor am 3. September 2004 in Brüssel im Rahmen der Golden League prompt sein erstes Rennen seit mehr als drei Jahren.
Die nacholympische Saison 2005 war von Verletzungen geprägt, und Sánchez konnte deshalb sein Leistungsniveau der letzten Jahre nicht halten. Bei den Weltmeisterschaften 2005 in Helsinki kämpfte er sich dennoch bis ins Finale vor, zog sich jedoch nach wenigen Metern bereits eine Muskelverletzung im rechten Bein zu und musste das Rennen aufgeben. Überdies musste er sich anschließend wegen Kalkablagerungen im rechten Fuß operieren lassen.
Am 26. Juli 2006 gab Sanchez sein Comeback bei den Zentralamerikanischen und Karibischen Spielen im kolumbianischen Cartagena de Indias. Sein erstes Rennen in Europa nach rund einem Jahr bestritt er am 18. August 2006 in Zürich (49,72 s, Platz 8). Bei den Weltmeisterschaften 2007 in Osaka zeigte er wieder nahezu alte Klasse und gewann Silber in 48,01 s. Bei den Olympischen Spielen 2012 in London konnte Sánchez seinen Erfolg von 2004 wiederholen und wurde mit einer Zeit von 47,63 s Olympiasieger im 400-Meter-Hürdenlauf.
Er hatte bei einer Größe von 1,78 m ein Wettkampfgewicht von 73 kg.

## Persönliche Bestzeiten
- 100 m: 10,45 s
- 200 m: 20,87 s
- 400 m: 44,90 s
- 800 m: 1:48,99 min
- 400 m Hürden: 47,25 s